# Lucie Hollmann
Pour les articles homonymes, voir Lucie et Hollmann.
Lucie Hollmann, née le 23 août 1993 à Berlin, est une actrice allemande de cinéma et de télévision. 

## Filmographie
Cinéma
- 2006 : Charlotte et sa bande : Frieda
- 2007 : Charlotte et sa bande 2 : premières amours : Frieda
- 2008 : Mel & Jenny (Mein Freund aus Faro) : Jenny Schmidt
- 2008 : Mit sechzehn bin ich weg (court métrage) : Jenny
- 2009 : Charlotte et sa bande : vers l'âge adulte : Frieda
- 2011 : Tage die bleiben : Merle
- 2017 : L'Avis de tous les autres (de)

Téléfilms
- 2013 : Mord in den Dünen : Lisa (jeune)
- 2013 : Bella Familia - Umtausch ausgeschlossen : Lena Jung
- 2014 : Bella Casa: Hier zieht keiner aus!
- 2014 : Bella Amore - Widerstand zwecklos

Séries télévisées
- 2010 : Der Doc und die Hexe
- 2011 : Soko brigade des stups (SOKO 5113) (série télévisée) : Schlussapplaus
- 2014 : Küstenwache: Wink des Schicksals  : Lisa Dittmer
- 2015 : SOKO Wismar: Der letzte Gast
- 2017 : Polizeiruf 110: Dünnes Eis
- 2018-2019 : Findher (4 épisodes)
- 2019 : Tatort: Der Pakt
- 2019 : Der Usedom-Krimi: Mutterliebe
- 2019 : Le Renard: Gerechtigkeit